# Extinció de l'Holocè

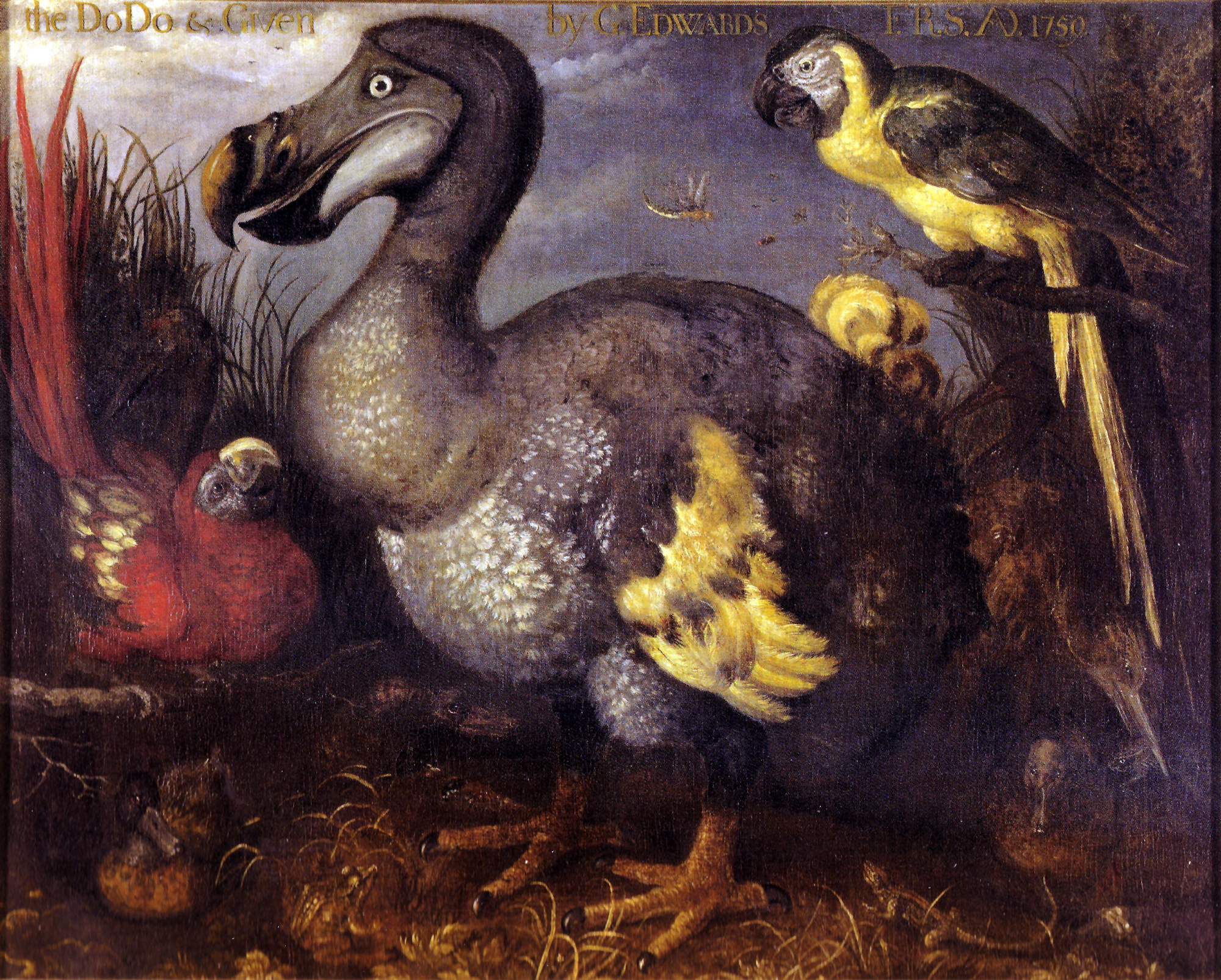
El dodo, una au no voladora de Maurici, es va extingir a mitjans de finals del després que els humans van destruir els boscos (on els ocells feien els seus nius) i van introduir-hi mamífers que menjaven els seus ous.

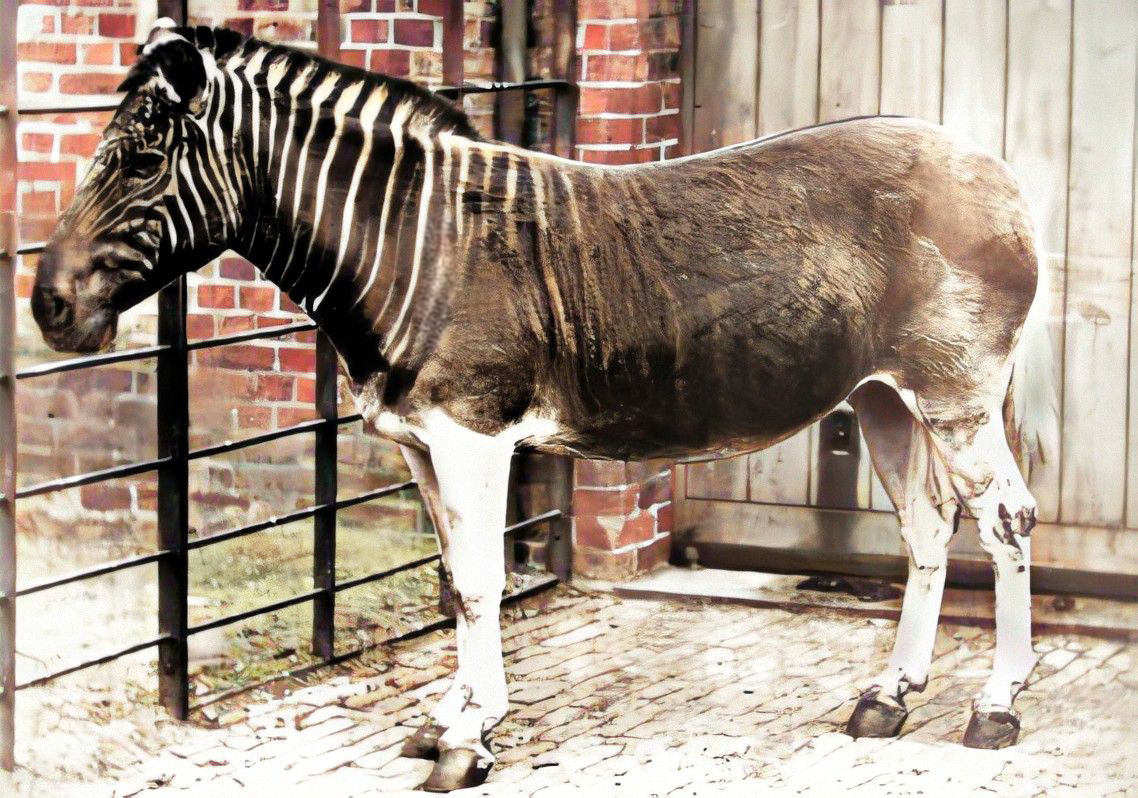
El quaga es va extingir el 1883.

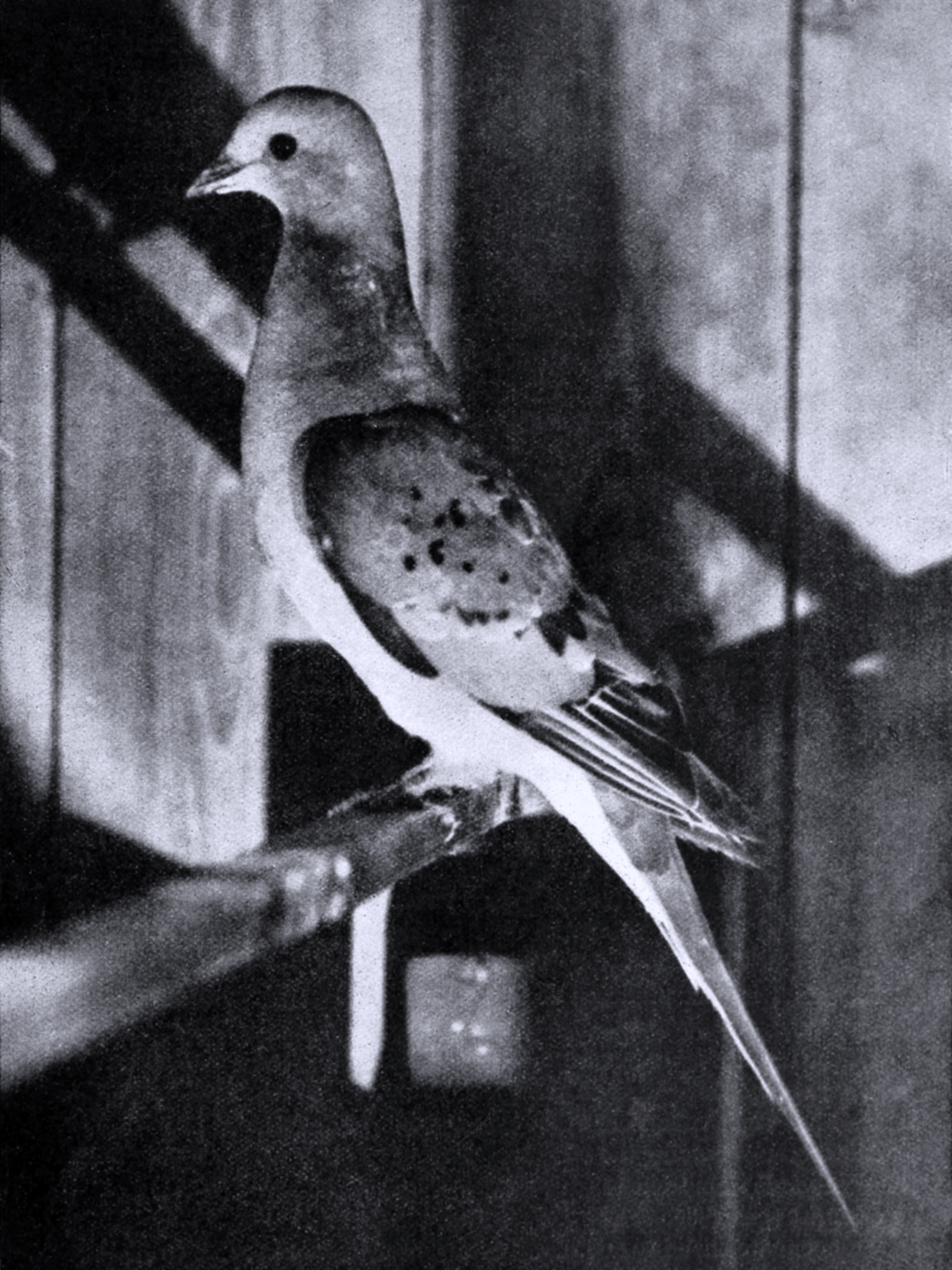
El colom migratori es va extingir el 1914.

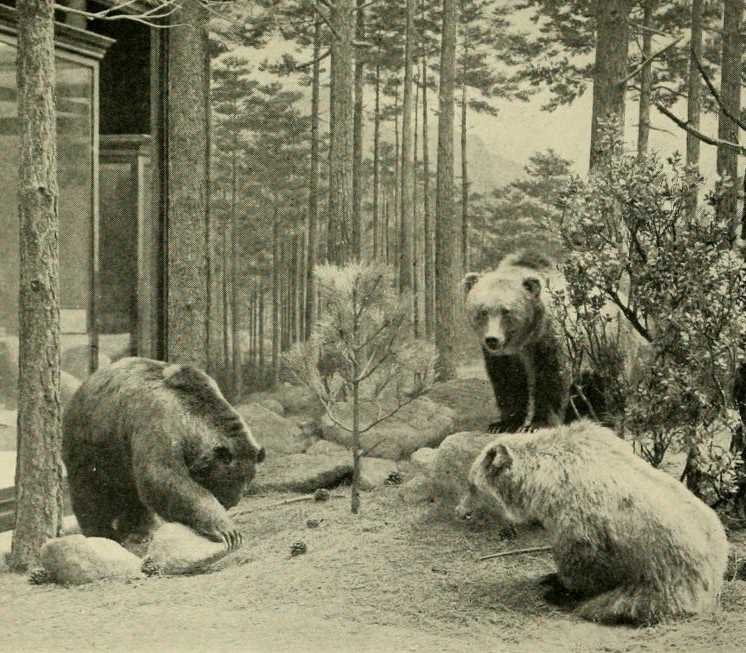
L'ós grizzly mexicà es va extingir el 1964.

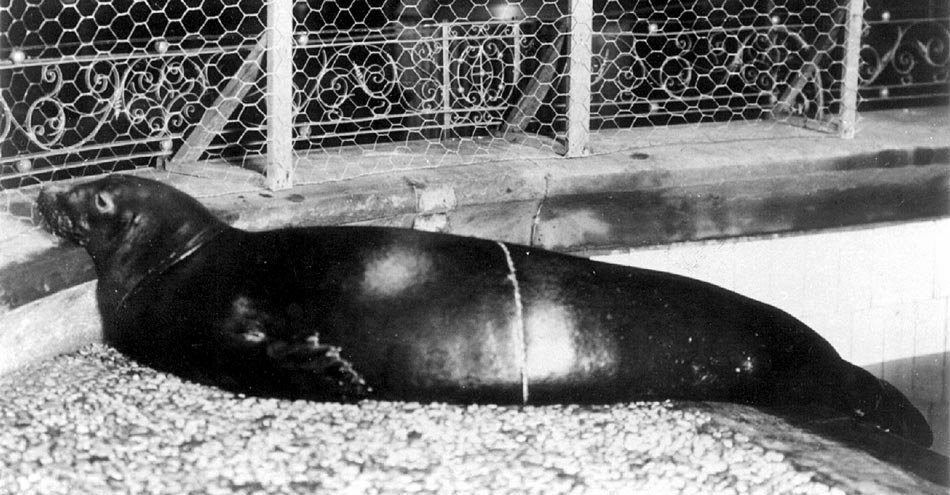
La foca monjo del Carib va ser declarada oficialment extinta el 2008.

L'extinció de l'Holocè, de vegades anomenada la Sisena extinció, és un nom proposat per descriure l'extinció de les espècies que s'ha produït durant l'actual època de l'Holocè (des del voltant de l'any 10.000 abans de la nostra era), deguda principalment a l'activitat humana. El gran nombre d'extincions abasten nombroses famílies de plantes i animals, incloent mamífers, ocells, amfibis, rèptils i artròpodes. Encara que s'hagin documentat 875 extincions entre el 1500 i el per la Unió Internacional per a la Conservació de la Natura, la gran majoria estan indocumentades. D'acord amb la teoria de les espècies de la zona i sobre la base de l'estimació del límit superior, la taxa actual d'extinció pot ser de fins a 140.000 espècies per any.
L'extinció de l'Holocè inclou la desaparició dels grans mamífers coneguts com a megafauna, que va començar fa entre 9.000 i 13.000 anys, al final de l'última glaciació. Això pot haver estat a causa de l'extinció del mamut que havia mantingut les pastures que es van convertir en boscos de bedolls sense els mamuts. El nou bosc i els incendis forestals resultants poden haver induït el canvi climàtic. Aquestes desaparicions podrien ser el resultat de la proliferació dels humans moderns que van portar al canvi climàtic. Aquestes extincions, que es produeixen prop del límit Plistocè-Holocè, es refereixen a vegades com l'extinció del Quaternari. L'extinció de l'Holocè continua al segle xxi.
No hi ha un acord general sobre la conveniència de considerar això com simplement una part de l'Extinció del Quaternari, o simplement una conseqüència dels canvis causats per l'home. Només durant aquesta part més recent de l'extinció també les plantes han patit grans pèrdues. En general, l'extinció de l'Holocè es pot caracteritzar per la presència de la humanitat.

## Extinció americana
Durant el període de l’Holocè l'Amèrica del Nord va perdre 34 dels 37 gèneres de grans mamífers que hi vivien. A l'Amèrica del Sud van extingir-se 50 dels 60 que tenia. L'extinció de la megafauna americana s'atribueix a diferents hipòtesis:
- Els animals van morir a causa del canvi climàtic: durant set mil anys el clima de l’hemisferi oest va escalfar-se.
- Els animals van ser exterminats pels humans: quan els primers americans es van encaminar cap al sud des d'Alaska, van trobar-se amb una col·lecció de grans mamífers, rèptils i aus. Gràcies a les evidències fòssils se sap que dos mil anys després de l’arribada dels sapiens la major part d’aquestes espècies úniques havien desaparegut.

Alguns experts consideren que, en el cas de l'extinció americana, encara que es comptés amb la complicitat del canvi climàtic, la contribució humana hi va ser decisiva.

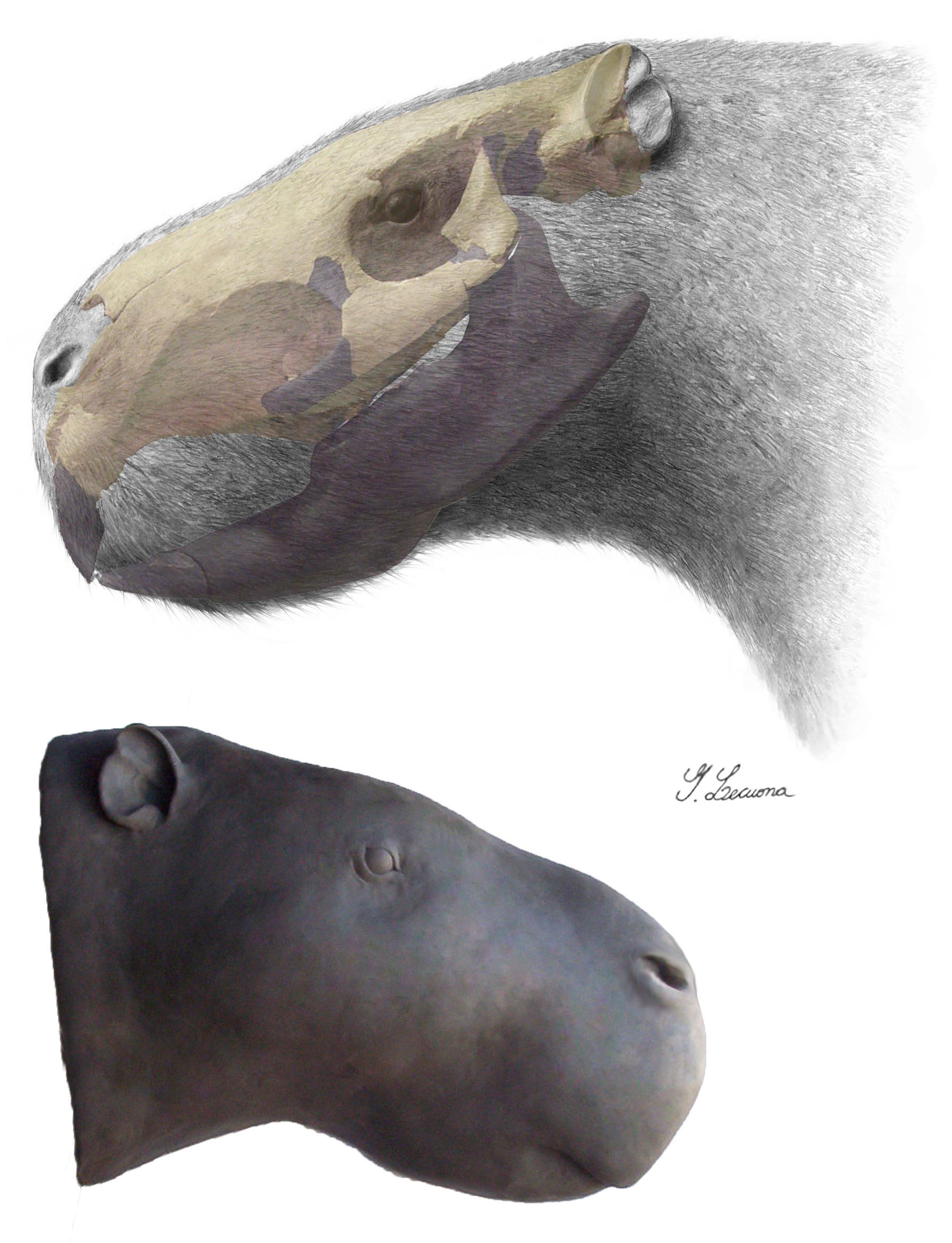
El Josephoartigasia monesi pertany al grup conegut com a megafauna. Va extingir-se cap a l’any 8000 aC, coincidint amb l’arribada dels primers humans a Amèrica.